# Josephin Busch

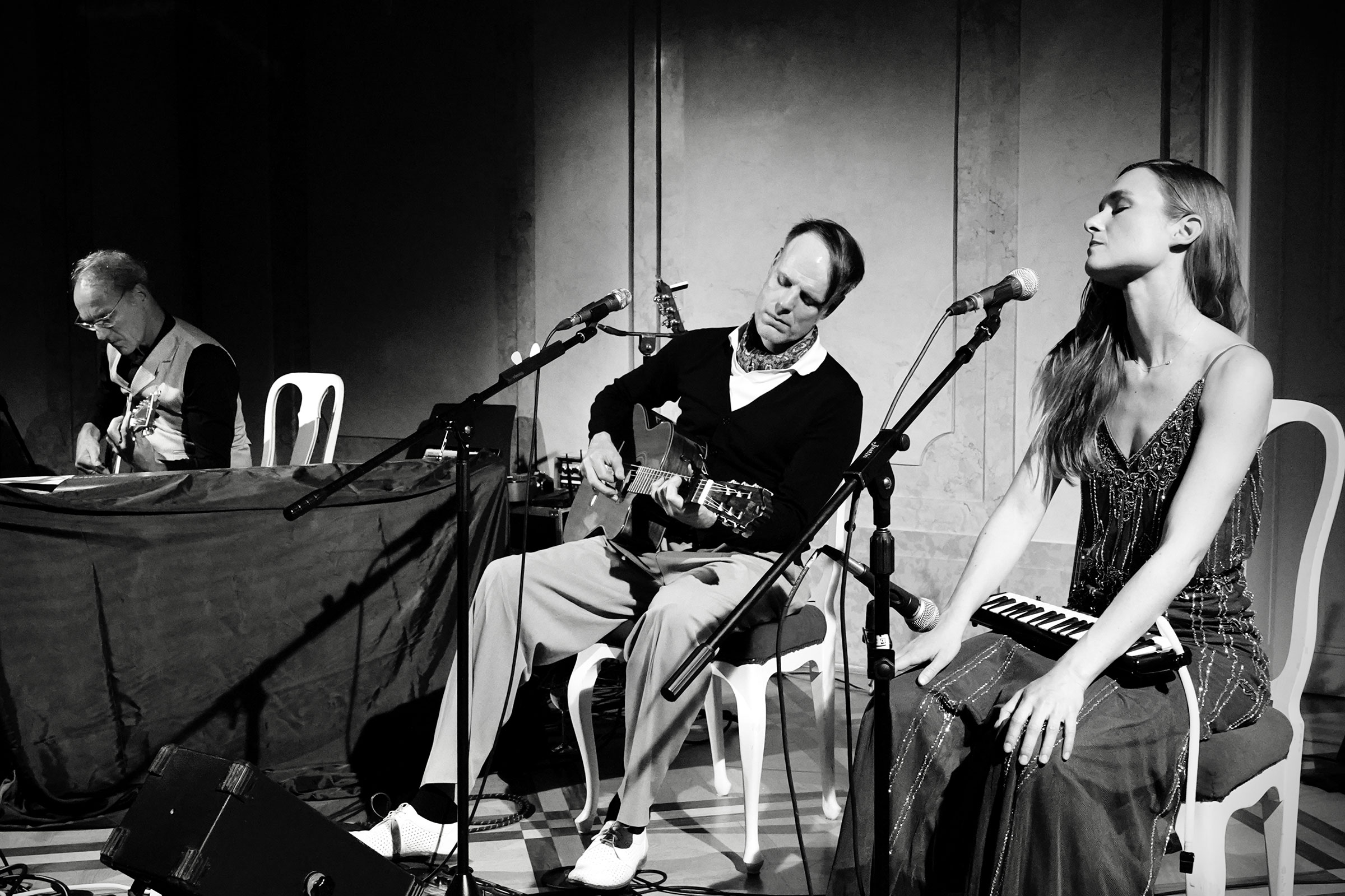
Josephin Busch bei einem Auftritt der Band Prag

Josephin Busch (* 20. Oktober 1986 in Ost-Berlin) ist eine deutsche Schauspielerin und Sängerin. Sie spielte in dem Musical Hinterm Horizont über Udo Lindenberg seit dessen Welturaufführung am 13. Januar 2011 die weibliche Hauptrolle Jessy („Mädchen aus Ostberlin“) in der Erstbesetzung. Sie spielte diese Rolle von 2011 bis 2017 etwa 1300-mal. Im Oktober 2011 war sie gemeinsam mit ihrem Musical-Partner Serkan Kaya für den Publikumspreis Goldene Henne nominiert. 2015 wurde das Ensemble mit dem BZ-Kulturpreis ausgezeichnet.

## Leben
Busch wuchs in Berlin-Pankow auf. Bereits während ihrer Schulzeit spielte Josephin Busch Theater in der „Jugendtheaterwerkstatt“ des Theater Strahl, in Berlin-Schöneberg und war unter anderem Leadsängerin bei der Band Roof Garden und Gastsängerin bei Thanateros. Sie erhielt Gesangs-, Tanz- und Schauspielunterricht am „Ballettzentrum Berlin“. Nach ihrem Abitur 2006 begann sie 2007 ein Musical-Studium an der Universität der Künste Berlin und 2008 ein Schauspielstudium an der Schauspielschule „Der Kreis“, das sie 2011 abschloss. Seit 2009 war sie in dem Musiktheaterstück Der Traumzauberbaum als Agga Knack auf großen Bühnen zu sehen.
Seit 2011 spielte sie in dem Musical Hinterm Horizont die weibliche Hauptrolle. Im Zuge dieser Tätigkeit war sie im März 2012 Special Guest bei Udo Lindenbergs „Ich mach mein Ding“-Tournee sowie auf den Stadiontouren 2014, 2015 und 2016. Sowohl 2012 als auch 2016 wurde eine DVD der Konzerte produziert.
Ihre erste Fernsehrolle war eine der Hauptrollen im Fernsehfilm Der Turm, der mit dem Grimme-Preis sowie mit dem Publikums-Bambi ausgezeichnet wurde. Ebenfalls war sie als Kommissarentochter Maria Drexler im Magdeburger Polizeiruf 110 zu sehen.
Seit 2015 spielte sie in der ZDF-Serie Letzte Spur Berlin die Kommissarin Lucy Elbe. 2016 gewann sie für diese Rolle den Zuschauerpreis „Coolste Kommissarin“ der Zeitschrift rtv.
Seit 2017 ist Busch Sängerin der Berliner Band Prag. Im Mai 2017 veröffentlichte sie ihre erste Solo-EP Jetzt, die vier eigene Songs enthält.
Seit 2013 ist sie regelmäßig auf den Ruhrfestspielen in Recklinghausen in verschiedenen Produktionen zu sehen; unter anderem spielte sie hier die Cècile in der Uraufführung von „Bonjour Tristesse“.
Busch lebt in Berlin, ist mit dem Schauspieler David Nádvornik verheiratet und hat eine Tochter.

## Musikalische Veröffentlichungen
- 2011: Hinterm Horizont – Original Cast Album[5]
- 2012: Mit Udo Lindenberg auf Tour – Ein Roadmovie (Regie: Hannes Rossacher)
- 2013: Ich mach mein Ding – Die Show (Udo Lindenberg live in Köln)
- 2015: Das Beste vom Traumzauberbaum
- 2017: Jetzt (EP)
- 2017: Mit Prag: Es war nicht so gemeint
- 2020: Mit Prag: Zu dritt

## Filmografie (Auswahl)
- 2005: In einer Nacht wie dieser (Filmhochschule Stuttgart, Regie: Sara Wagner)
- 2009: Lisa (Kurzfilm, Regie: Tim Delling)
- 2010: Griaß Di (Kurzfilm dffb, Regie: Philipp Baben der Erde)
- 2010: BloodTini (Filmreihe International, Regie: John Rosborough)
- 2011: The Owner (KINO International, CollabFeature, Regie: Alexander Schönauer)
- 2012: Der Turm (Zweiteiler, ARD Degeto, Regie: Christian Schwochow)
- 2013: Scarlet&Hatschi (RTL, Regie: Züli Aladag)
- 2013: Membrane (Kurzfilm HFF „Konrad Wolf“, Regie: Steffen Heidenreich)
- 2013: Heldt – Kopfgeld (ZDF, Regie: Andreas Morell)
- 2013: What you want is gone forever (Kino, Regie: Maximilian Richert)
- 2014: Wilsberg – Nackt im Netz (ZDF, Regie: Martin Enlen)
- 2014: In aller Freundschaft – Wo Rauch ist … (ARD/MDR, Regie: Frank Gotthardy)
- 2014: Polizeiruf 110 – Abwärts (ARD, Regie: Nils Willbrandt)
- 2014: Wahnsinn 89 – Wie die Mauer fiel (ZDF, Regie: Jörg Müllner)
- 2014: Winnetous Weiber (ARD, Regie: Dirk Regel)
- 2015: Der Staatsanwalt – Ein verführerisches Spiel (ZDF, Regie: Ulrich Zrenner)
- 2015: SOKO Wismar – Glück und Glas (ZDF, Regie: Oren Schmuckler)
- 2015: Inga Lindström – Süße Leidenschaft (ZDF, Regie: Marco Serafini)
- 2015: Starfighter – Sie wollten den Himmel erobern (RTL, Regie: Miguel Alexandre)
- 2015: SOKO Stuttgart – Das Gesetz der Straße (ZDF, Regie: Christoph Eichhorn)
- 2016: In aller Freundschaft – Die jungen Ärzte – Die große Liebe (ARD, Regie: Jan Bauer)
- 2016–2023: Letzte Spur Berlin (ZDF, Regie: Samira Radsi, Edzard Onneken, Christoph Stark, Thomas Nennstiel)
- 2017: Tractor (Regie: Oliver Mielke)
- 2018: The Horseman (Kurzfilm international, Regie: Sarah Nolan)
- 2018: Die Spezialisten – Im Namen der Opfer – Der Banker (ZDF, Regie: Oliver Liliensiek)
- 2019: Familie Bundschuh – Wir machen Abitur (ZDF, Regie: Thomas Nennstiel)
- 2021: Chronus  Abschlussfilm SAE Institut Köln, Regie: Luis Janßen
- 2023: Bettys Diagnose – Einbrüche (ZDF, Regie: Britta Keils)
- 2023–2024: Die Bergretter
- 2023: In aller Freundschaft – Die jungen Ärzte – Donnerwetter (ARD, Regie: Hartwig van der Neut)

## Hörspiel
- 2018: Die jungen Detektive – und das kopflose Gespenst (Clever Production, Regie: Laura Clever)
- 2020: Mama Tresore und die Kanalrattenbande, Regie: Monika Ehrhardt

## Theater (Auswahl)
- 2009–2010: Der Traumzauberbaum, Rolle: Agga Knack (Regie: Reinhard Lakomy)
- 2011–2017: Hinterm Horizont (Uraufführung), Rolle: Erstbesetzung Jessy (Berlin Theater am Potsdamer Platz/Hamburg Operettenhaus, Regie: Ulrich Waller)
- 2013/2014: Ein Fräulein wird verkauft, Rolle: Anna Pollinger (Ruhr Festspiele Recklinghausen/St. Pauli Theater Hamburg, Regie: Dania Hohmann)
- 2015: Bonjour Tristesse – Uraufführung, Rolle: Cecile (Ruhr Festspiele Recklinghausen/St. Pauli Theater Hamburg, Regie: Dania Hohmann)
- 2017: Bonjour Tristesse, Renaissance-Theater Berlin
- 2020–2023: Cabaret, Rolle: alternierend Sally Bowles (Hansa-Theater, Regie: Ulrich Waller)

## Auszeichnungen
- 2012: Publikums-Bambi für das Schauspielerensemble von Der Turm
- 2015: BZ-Kulturpreis für das Ensemble von Hinterm Horizont
- 2016: Publikumspreis 1. Platz „Die coolste Kommissarin 2016“ der Zeitschrift rtv und Movie meets Media